# Leopold Richter
Leopold Richter (ur. 22 maja 1885 r., zmarł  3 sierpnia 1941) – niemiecki piłkarz.
W 1909 roku rozegrał swój pierwszy i jedyny międzypaństwowy mecz; jego drużyna zremisowała w stolicy Węgier 3:3. Grał w drużynach Dresdner SC, i w VfB Lipsk. Z pierwszym z nich zdobył tytuł mistrza Niemiec.